# Церква Святого Великомученика Димитрія Солунського (Волиця)
Церква Святого Великомученика Димитрія Солунського у Волиці — дерев'яний храм УГКЦ у селі Волиці Рава-Руської громади Львівського району Львівської области України.

## Історія
У 1803 та 1828 роках у документах згадується сільська церква. 1842 року візитацію парафії здійснив єпископ Іван Снігурський. 
Теперішній дерев'яний храм побудований 1875 року за проєктом Сильвестра Гавришкевича, який замінив старішу дерев'яну, що існувала вже в 1828 році.
Ікони для високого багаторізьбленого іконостаса (1901) намалював Теофіл Копистинський. Деякі ікони та напрестольне Євангеліє датуються 18 ст. У наві храму збереглася ікона «Покладення у гріб» авторства Якова Хомика (1921)

## Парохи
- о. Антін Раставецький (1828—1853)
- вакантна посада (1854)
- о. Петро Коровець (1854—1855)
- о. Яків Літинський (1855—1867)
- о. Корнилій Саїк (1867—1882)
- о. Омелян Заремба (1882—1902)
- о. Лонгин Тустановський (1902—1903 адміністратор; 1903—1926)
- о. Кирило Тустановський (1926—1927, адміністратор; 1927—1939)
- о. Юліян Гумецький (1898—1899, сотрудник)
- о. Михайло Посікура (1900—1902, сотрудник)